# Sagittaria trifolia
Sagittaria trifolia är en svaltingväxtart som beskrevs av Carl von Linné. Sagittaria trifolia ingår i släktet pilbladssläktet, och familjen svaltingväxter. Inga underarter finns listade.

## Bildgalleri

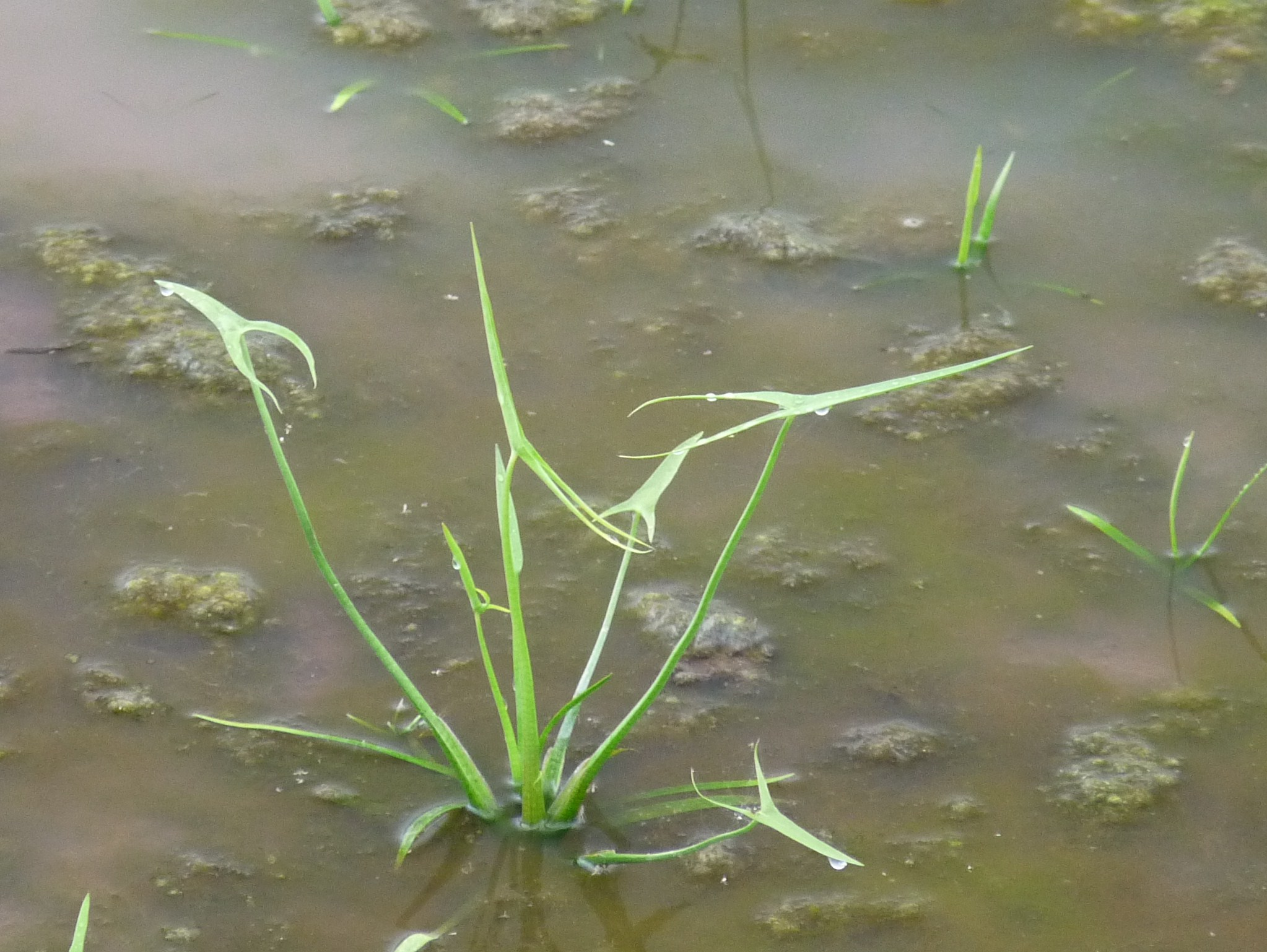
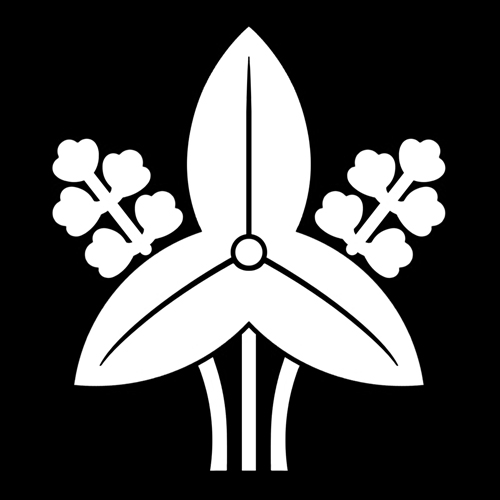
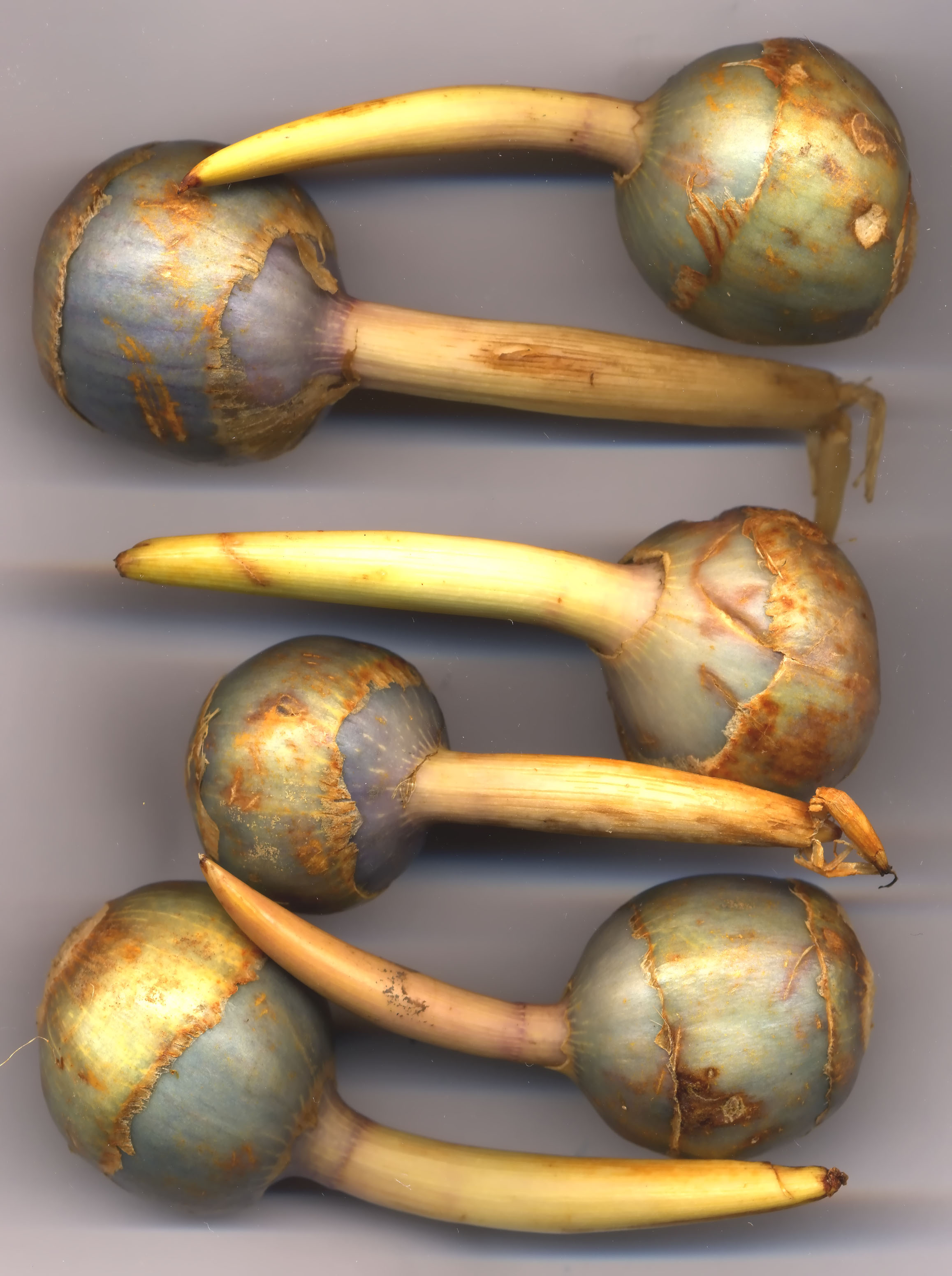